# Mecicobothrioidea
Mecicobothrioidea é uma superfamília de aranhas da subordem Mygalomorphae. As aranhas deste grupo estão entre as mais pequenas aranhas migalomorfas conhecidas.

## Taxonomia
A superfamília contém duas famílias de aranhas:
- Mecicobothriidae, as tarântulas-anãs
- Microstigmatidae.